# 喬世波
喬世波（1954年10月26日—2024年8月5日）是一位中国企业家。

## 生平
他在1992年加入華潤集團若干旗下企業公司部份，包括华润水泥控股有限公司、华源集团有限公司、华润医药集团有限公司（已退任）、三九企业集团（已退任）、萬科等旗下企業。他畢業於中國吉林大學中文系學士學位。曾任華潤集團有限公司首席執行官和总经理、華潤創業有限公司董事長，2016年1月7日荣休，不再担任上述职务。

## 外部連結
- 乔世波：华润集团总经理[永久]
- 乔世波：整合路上的阳光文化 華潤雜誌（页面存档备份，存于）